# Small cap
Le Small Cap sono le società quotate con una piccola capitalizzazione.

## Descrizione
I mercati gestiti da Borsa Italiana destinati a queste società sono l'MTA con l'indice FTSE Italia Small Cap, il MIV e l'AIM Italia - Mercato alternativo del capitale con l'indice FTSE AIM Italia.
Esistevano anche, fino al 22 giugno 2009 il mercato Expandi, fino al 1º marzo 2012 l'AIM Italia e fino al 17 giugno 2016 il FTSE Italia Micro Cap.